# Sciacca rosso
Sciacca rosso è un vino a DOC che può essere prodotto nei comuni di Sciacca e Caltabellotta in provincia di Agrigento.

## Vitigni con cui è consentito produrlo
- Merlot, Cabernet Sauvignon, Nero d'Avola, Sangiovese da soli o congiuntamente minimo 70%
- altri vitigni a bacca rossa idonei alla coltivazione per la provincia di Agrigento, fino ad un massimo del 30%.

## Caratteristiche organolettiche
- colore: rosso rubino;
- profumo: vinoso, caratteristico;
- sapore: asciutto, leggermente tannico;

## Produzione
Provincia, stagione, volume in ettolitri